# Лењинова награда
Лењинова награда (рус. Ленинская премия ) је била једна од најпрестижнијих награда Совјетског Савеза за достигнућа у области науке, књижевности, уметности, архитектуре и технологије. Првобитно је формирана 23. јуна 1925. године, а додељивала се до 1934. године. У периоду од 1935. до 1956. године, Лењинова награда није додељена, већ је углавном замењена Стаљиновом наградом. 15. августа 1956. поново је успостављен и додељивана је сваке парне године до 1990. године. Свечана додела награда била је 22. априла, на рођендан Владимира Лењина.
Добитницима Лењинове награда додељиван је месечни финансијски додатак.
Лењинова награда се разликује од Лењинове награде за мир, која је додељивана страним држављанима, а не грађанима СССР.
23. априла 2018. године, челник Уљановске области Сергеј Иванович Морозов поново је увео Лењинову награду за достигнућа у хуманистичким наукама, књижевности и уметности како би се поклопила са 150. Лењиновом рођенданом 2020.

## Добитници
- Јевсеј Моисенко
- Надежда Агалцова
- Николај Семјонов
- Константин Симонов
- Лав Понтрјагин
- Виталиј Гинзбург
- Михаил Уљанов
- Сергеј Корољов
- Сергеј Новиков
- Јевсеј Моисенко
- Јевгениј Вучетић
- Абрам Федорович Иофе